# حكومة الكورة المحلية
حكومة دير يوسف المحلية أو حكومة الكورة المحلية هي إحدى الحكومات المحلية التي تأسست عقب سقوط المملكة العربية السورية واحتلالها من قبل الفرنسيين في منطقة شرق الأردن. تأسست الحكومة في منطقة الكورة المعروفة اليوم باسم لواء الكورة، والتي كانت تضم أجزاء من لواء المزار الشمالي؛ إذ كان مقر الحكومة في دير يوسف. وكان التأسيس على يد كليب الشريدة الذي كان زعيما عشائرياً في المنطقة، وقد استمرت الحكومة فعلياً إلى حين دخول الأمير عبدالله الأول بن الحسين إلى عمان ومن ثم تشكيل الحكومة الأردنية الأولى برئاسة رشيد طليع، رغم محاولات لعدم الخضوع لسلطة الحكومة الأردنية الجديدة.